# Battaglia di Ponte Caffaro
La battaglia di Ponte Caffaro fu un episodio della terza guerra d'indipendenza italiana.
Fu combattuta nei territori comunali di Bagolino e Storo, il 25 giugno 1866, tra il 2º Battaglione Bersaglieri Volontari Italiani e alcune compagnie del 2º Reggimento Volontari Italiani comandate dal maggiore Nicostrato Castellini  del Corpo Volontari Italiani di Giuseppe Garibaldi e gli austriaci del reggimento Principe Alberto di Sassonia, bersaglieri di Innsbruck comandate dal capitano conte Wickenburg della 8ª Divisione del generale Von Kuhn. Vinta dagli italiani costrinse gli austriaci a ripiegare nei forti d'Ampola e Lardaro.

## Premessa
La sera del 24 giugno mentre giungevano al Quartier Generale di Garibaldi a Salò le notizie sulla sconfitta dell'esercito regio a Custoza, le prime avanguardie di garibaldini erano già attestate saldamente sulla linea del fiume Caffaro, lungo il confine con il Tirolo. Garibaldi in concomitanza con le operazioni condotte dall'esercito nella pianura Padana, era seriamente intenzionato a saggiare le difese austriache.
Pertanto alle nove di sera del 23 giugno ordinò al capitano di stato maggiore Ergisto Bezzi, pratico dei luoghi, e ai soli due reparti che in quel momento erano a disposizione nella zona di Salò, il 2º Reggimento Volontari Italiani e il 2º battaglione bersaglieri milanesi del maggiore rezzatese Nicostrato Castellini, di impossessarsi della linea di confine del Caffaro. Anche il 1º reggimento di stanza a Desenzano ricevette sulle prime l'ordine di occupare Bagolino per il 25, ma poi la disposizione fu annullata per il mutarsi degli eventi.

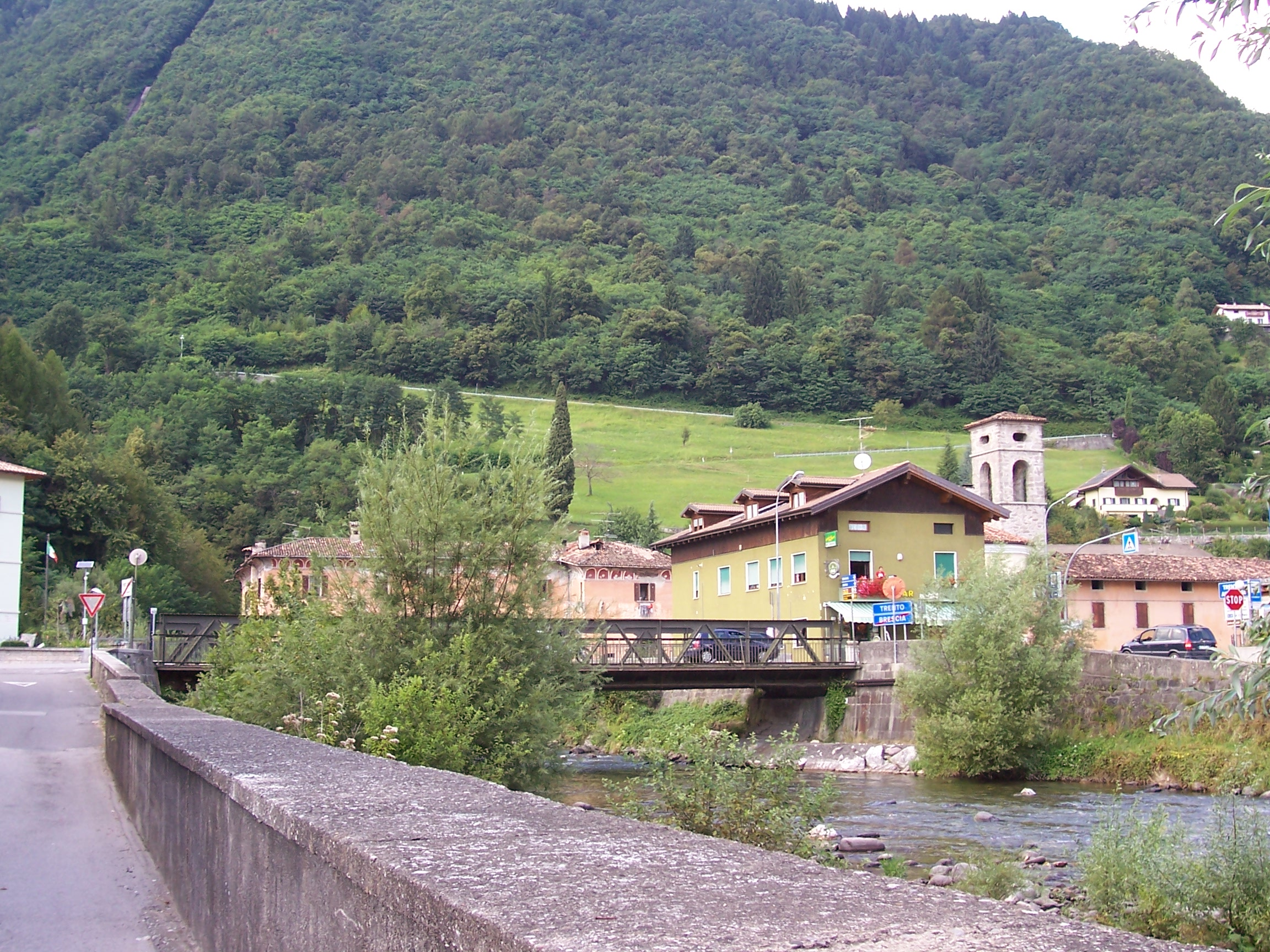
Ponte Caffaro: il luogo della battaglia

Lasciato il 4º battaglione a Salò a protezione del comando e della flotta, il tenente colonnello Pietro Spinazzi del 2º Reggimento, comandante della spedizione, preceduto dalla sua 1ª e 2ª compagnia degli intrepidi capitani Ettore Filippini e Tommaso Marani, mosse deciso nella notte verso l'obiettivo assegnatogli, ma già lungo il percorso, verso Vestone, alcuni dei suoi uomini diedero segno di indecisione “temendo d'essere fatti prigionieri e considerati, perché non vestiti, come briganti e quindi fucilati, non vollero proseguire la marcia, e ritornarono a Salò”.
Raggiunto il lago d'Idro nella giornata del 24, una parte del reggimento si divise in due colonne: il 3º battaglione del maggiore Numa Palazzini occupò la Pieve d'Idro e spinse subito una compagnia in esplorazione sulle montagne di Capovalle (Hano nei documenti di allora) verso la frontiera con la Valvestino mentre il resto proseguì acquartierandosi poi, alle ore 17, all'interno della solida Rocca d'Anfo.

## La testimonianza di un tenente garibaldino impegnato sul fronte della Val Vestino
Di questa operazione in Val Vestino ce ne fornisce i particolari il tenente Virgilio Estival che vi partecipò con la sua unità scrive:
“Arrivati a Idro, ove la strada che conduce al Caffaro ha una diramazione che trasformarsi in un faticoso ed aspro sentiero che passa sul lago d'Idro e che conduce fino a Hano e nell'interno del Tirolo, il reggimento si frazionò ed una parte proseguì fino al Caffaro, mentre le quattro compagnie del battaglione distaccato inoltraronsi pei piccoli paesi posti sulla linea di confine tra il Trentino e la provincia di Brescia.

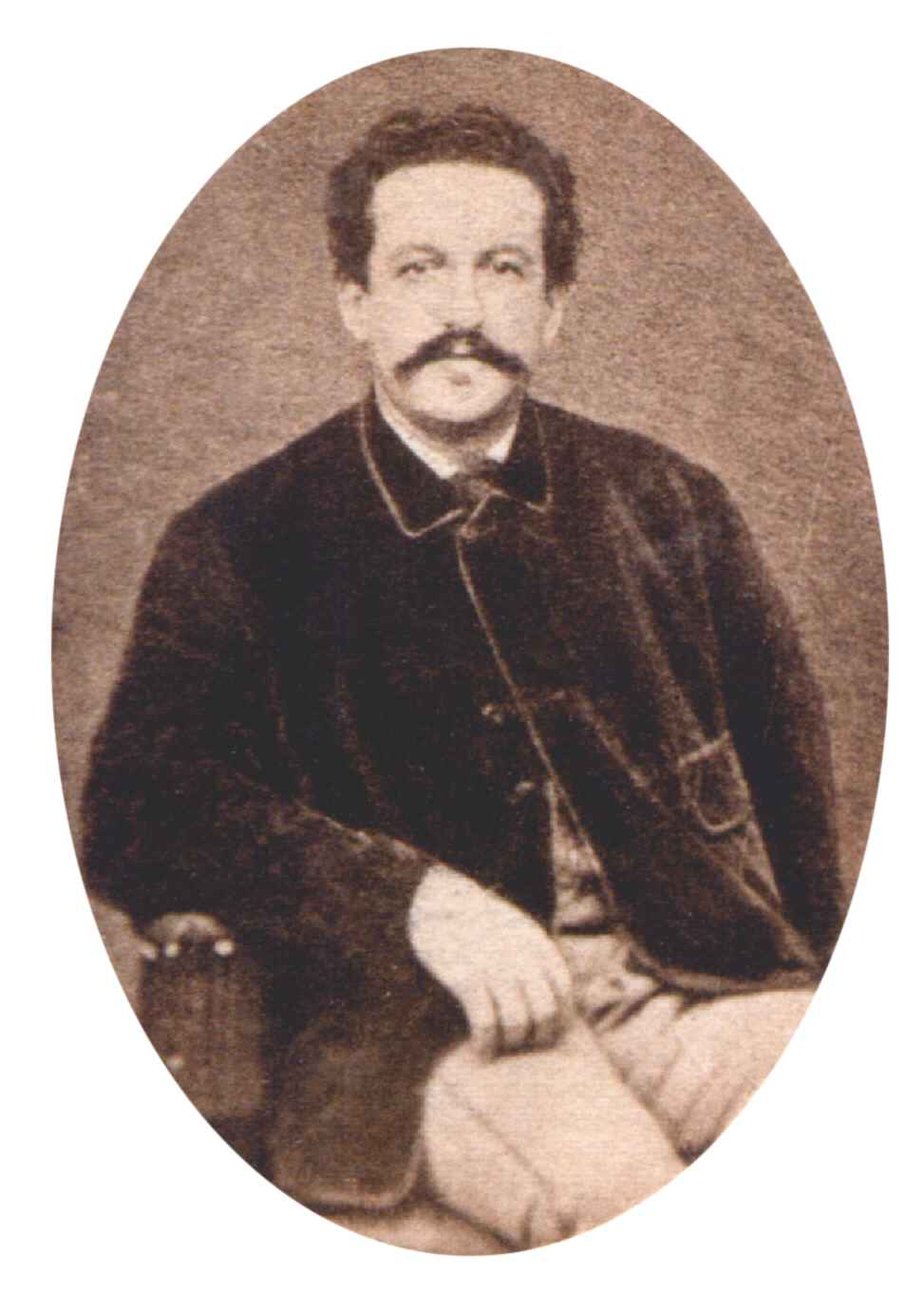
Il capitano Tommaso Marani protagonista del combattimento

Due ore dopo il nostro arrivo a Hano (oggi Capovalle), i distaccamenti, in fretta dovettero riprendere le armi e portarsi avanti per salvare una compagnia, la quale, dicevasi, era in procinto di rimanere prigioniera degli Austriaci. Allora, tutti i distaccamenti operarono isolatamente con lo scopo d'incontrare il nemico e d'impedirlo di far prigionieri i nostri compagni; e questo movimento offensivo fu seguito con tanta rapidità e maestria, che in poche ore molte importanti posizioni della parte destra del Trentino cadeva in poter nostro”.

## L'avvicinamento alla frontiera
Sulle prime, l'impaziente e energico capitano Ergisto Bezzi aveva pianificato per l'imminente notte un attacco agli austriaci al fine di sorprendere con il buio quelle pattuglie nemiche di presidio in prossimità del confine, ma gli ufficiali dei bersaglieri resisi conto della stanchezza nella quale versava la maggior parte della truppa dopo l'estenuante trasferimento, fatto quasi tutto sotto il dilagare di un fastidioso temporale, e soprattutto dell'impreparazione militare dei giovani volontari, preferirono saggiamente rimandare l'azione al giorno successivo.
Nella stessa giornata, da Salò, Garibaldi, prima di aver ricevuto la notizia della vergognosa sconfitta di Custoza, emanava alle sue camicie rosse il seguente ordine del giorno:
1866 giugno 24, Salò. “Ai Volontari Ordine del giorno. Il nostro prode Esercito ha corrisposto degnamente alla fiducia del Re –alle speranze d'Italia. Esso sta cacciando davanti a sé il nostro secolare nemico –e sul suolo della rigenerante Venezia- già si stringon la destra –il glorioso milite della libertà ed il liberato fratello. E voi giovani veterani d'una santissima causa –voi pure- già al cospetto dei depredatori della nostra terra –presto sarete chiamati a combatterli e li vincerete.
Una volta ancora la sua nazione andrà superba di voi. Non più grida dunque –non più parole- ma fatti –e dopo i fatti brillanti che la fortuna affida alle vostre bajonette –dopo aver purgato le nostre belle contrade dall'ultimo soldato straniero –con la fronte alta- riconfortati dal bacio delle vostre donne –accompagnati dal plauso festante delle popolazioni –farete ritorno al rigenerato focolare – al fragore dell'inno della vittoria. Salò, 24 giugno 1866. Giuseppe Garibaldi”.
Lo Spinazzi, sentendosi un po' troppo condottiero, imitò il suo comandante e dal confine del Caffaro lanciò un proclama, definito da qualcuno inopportuno e magniloquente, ai suoi uomini:
1866 giugno 24, Caffaro. “Ufficiali, Sott'Ufficiali, Caporali e Soldati del 2.o Reggimento!  Anche voi ieri a Caffaro, come gli altri vostri fratelli volontari e dell'esercito, deste le prime prove del vostro valore ed avete continuate le gloriose tradizioni della camicia rossa. In nome della patria io vi ringrazio. Con giovani pari a voi, io mi prometto di compiere qualsiasi miracolo, e non dubito che le marcie disastrose, le fatiche, la mancanza d'abiti, il freddo e la fame, invece di avvilirvi faranno risplendere di maggiore potenza i vostri sguardi ed accresceranno la gagliardia ai vostri polsi.
Bravi volontari, di quanto avete fatto nei primi duri giorni della vita militare, la patria può attendere un brillante esito d'ogni più ardita impresa, che ci venga in comune affidata.
Alla vittoria che niuna forza umana può contenderci, alla conquista di tutti i sacrosanti diritti, che despoti d'ogni maniera hanno finora calpestati prepariamoci animosi. Il Comandante il Reggimento. Pietro Spinazzi” .

## La presa di posizione sul fiume Caffaro
Il 25 di buon mattino, iniziò il movimento offensivo pianificato. Il maggiore Nicostrato Castellini inviò due sue compagnie e la 1a del capitano Ettore Filippini sulla strada verso Bagolino per occupare le alture di Monte Suello dominanti il villaggio del Caffaro; mentre egli stesso con le rimanenti due sue compagnie e la 2^ del capitano Tommaso Marani  puntò deciso all'attacco verso il ponte del Caffaro.

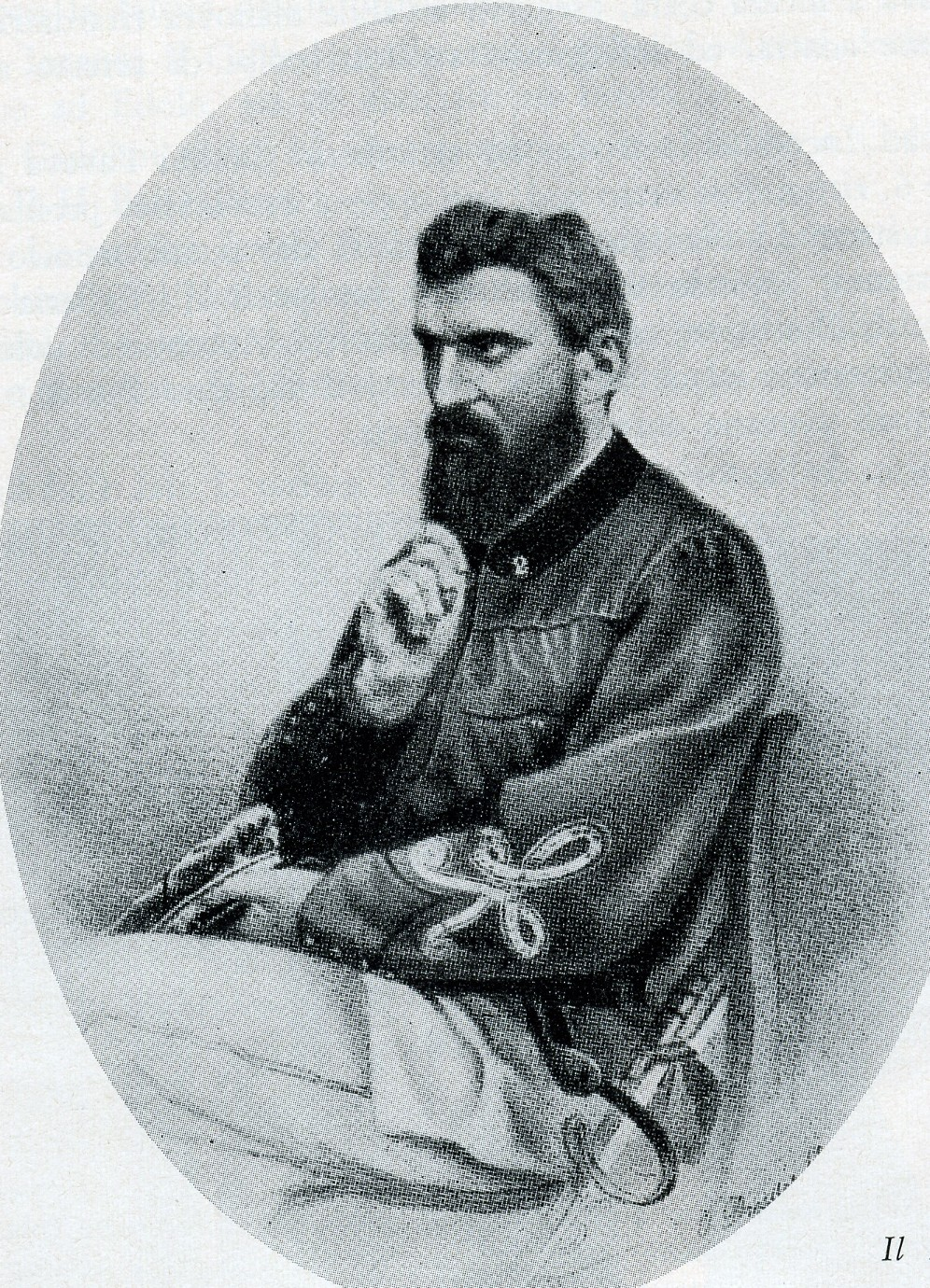
Il maggiore Nicostrato Castellini comandante lo schieramento dei garibaldini nella battaglia

“Gli austriaci tenevano un piccolo posto fra il Caffaro e Lodrone, con sostegni a Dazio e Storo; in tutto due compagnie di fanteria ed una di tiragliatori di Innsbruck, mentre il resto della brigata Höffern, era ancora a Tione a circa 25 chilometri, forze distribuite non molto felicemente, malgrado avessero potuto sperare nel tenente colonnello Hermann Thour von Fernburg, il quale comandava la mezza brigata con sede a Riva del Garda, e distaccamenti a Pieve di Ledro e due compagnie a Tiarno”.

## Il combattimento
Abbattuto sul ponte con un robusto calcio il cancello di legno che segnava il confine di Stato, il tenente Giovanni Battista Cella  dei bersaglieri vi passò per primo con la sua avanguardia. Alla prudente avanzata dei garibaldini fino alle porte del villaggio di Lodrone seguì un immediato contrattacco, al grido di “Kaiser-Kaiser!”, delle compagnie austriache comandate dal capitano conte Wickenburg dei bersaglieri di Innsbruck che costrinse sul momento i volontari di Garibaldi a ripiegare sulla sponda italiana del fiume Caffaro.

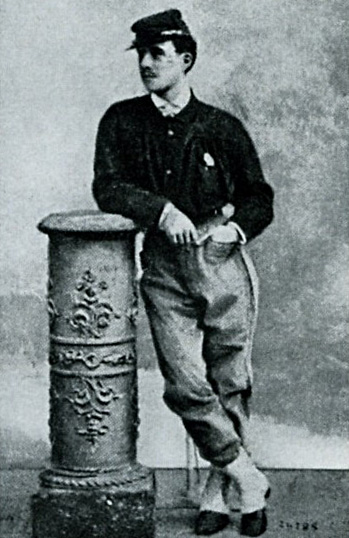
Il volontario garibaldino Vigilio Covi di Trento protagonista dello scontro del Caffaro e di Pieve di Ledro. Faceva parte della 2.a cp, la stessa ove era presente il cane Caffaro

Tra i vari episodi del combattimento vi fu il celebre duello fra il Cella e il capitano boemo Rudolf Ruzicka della 12ª compagnia del reggimento Principe Alberto di Sassonia che si affrontarono sul ponte in un vigoroso corpo a corpo, alternato da colpi di sciabola, magistralmente descritto nei suoi racconti da Cesare Abba. Rimasti entrambi feriti, il capitano Ruzicka, nonostante fosse difeso dal solo trombettiere Lusk, poiché tutta la sua truppa si era ritirata più in là a debita distanza, fu colpito dapprima da una baionettata alle natiche infertagli da Giovanni Trovaioni detto il Rosso di Trento, soldato della 2ª compagnia del Marani, poi da una morsicatura di Caffaro (cane), il bulldòg al seguito delle camicie rosse e alla fine, malconcio, dovette arrendersi prigioniero.
Il cane, di proprietà del sottotenente Giulio Grossi di Venezia sempre della compagnia del Marani, fu ribattezzato per l'occasione “Caffaro” e seguì fedele il suo padrone per tutta la campagna fino a Magasa e alla battaglia di Pieve di Ledro del 18 luglio ove il Grossi fu ucciso in un intrepido assalto. Caffaro, affranto dal dolore, sostò pietosamente per due giorni sulla sua tomba, guaiolando in continuazione, finché non fu preso in consegna dal capitano Tommaso Marani. A guerra finita, lo affidò a Venezia al padre dell'eroico ufficiale, gondoliere dell'albergo Danieli, ma ben presto Caffaro morì, di crepacuore.
Il duello sopra descritto, fu immediatamente seguito da un contrattacco della compagnia del Marani comandata dal capitano Bezzi che mise precipitosamente in fuga i nemici oltre Darzo. L'operazione fu sostenuta con impeto dalle due compagnie di bersaglieri del maggiore Castellini che di corsa entrarono in Darzo, lo oltrepassarono, e cacciarono gli austriaci sino di là dal ponte di Storo. Tra i valorosi volontari figurava anche Eugenio Popovich della compagnia del Marani.
È in quest'ultimo frangente che è riconducibile l'episodio raccontato nel suo diario dal popolano Giovanni Rinaldi (1848-1929) dei Gnesàt riguardante l'incontro tra le autorità comunali e religiose di Darzo con i garibaldini. Infatti con l'improvvisa avanzata di costoro, i rappresentanti comunali temendo per l'incolumità fisica dei paesani e eventuali devastazioni delle proprietà, decisero di farsi incontro ai nuovi venuti per rassicurarli delle buone intenzioni dei Darzesi.
In questo piccolo corteo troviamo anche due valvestinesi: Angelo Stefani detto Vicario di Magasa (1803-1873) e don Antonio Andreoli di Turano in Valvestino. In testa vi era il capocomune Marini seguito dal segretario Angelo Stefani, Giovan Battista deputato della merce, il maestro Zaninelli, il parroco e pochi altri che raggiunsero la località Barisende ove s'incontrarono con i bersaglieri volontari e il loro comandante.

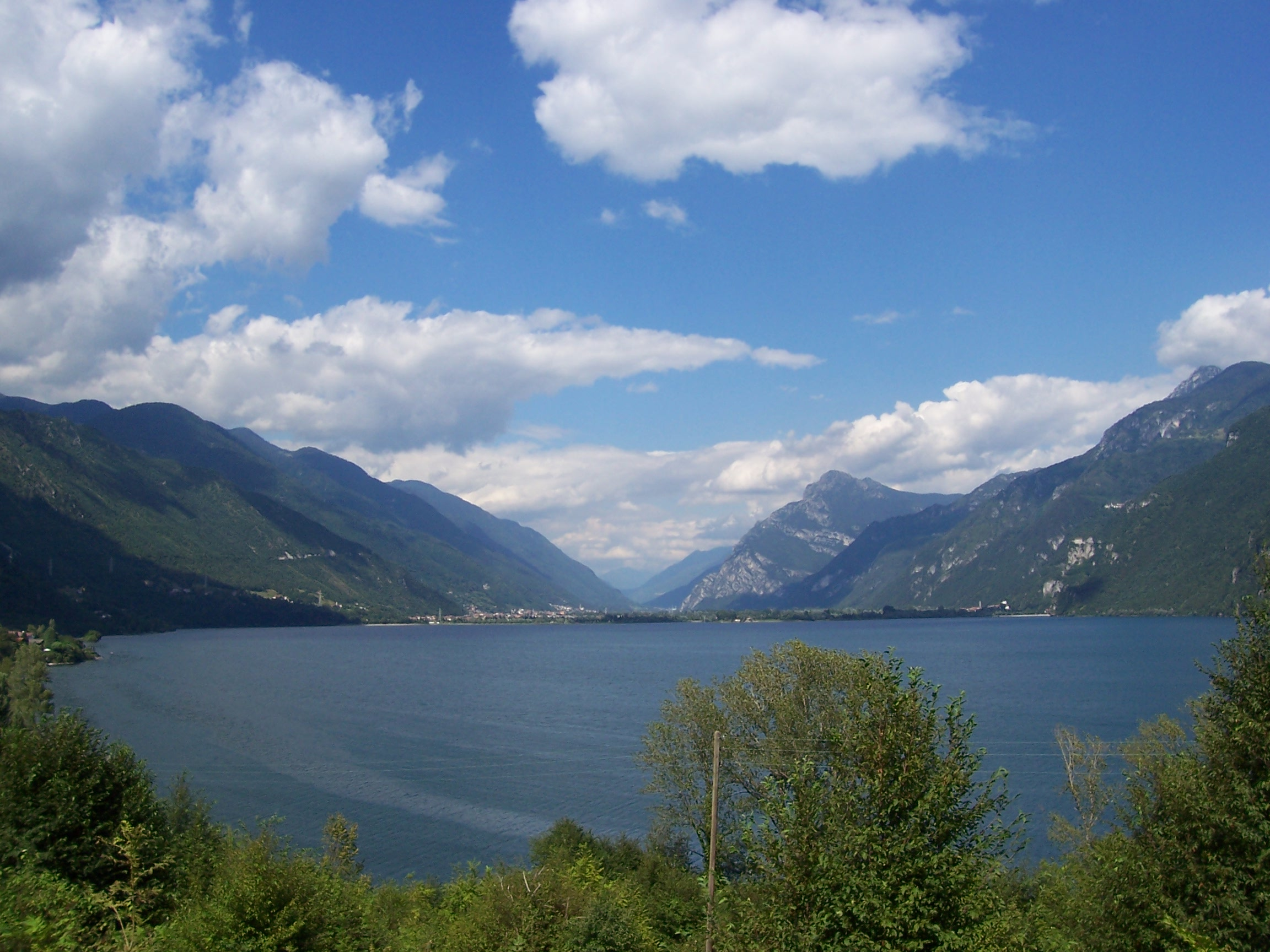
Il lago d'Idro a Ponte Caffaro e la Valle del Chiese

Il Rinaldi che assistette di persona al fatto lo racconterà poi con queste parole: “Ma i primati di questo Comune di Darzo presero seco il Signor Curato Don Antonio Andreoli di Turano e andarongli incontro ai Barisende, ed ivi incontrammo il maggiore del terzo Reggimento Castellini  che ci fece il saluto benignamente con la spada in alto e col sorriso sulle labbra, e dopo cinque minuti di fermata che ci domandò di vari oggetti cioè se in paese vi erano ancora nemici, o se i paesani fossero ribelli, ma le parole del Capo Comune e del Curato, in coraggiò il maggiore a divenire ancora più benigno, e di buona armonia gli condusse in paese, dove il popolo uscito dalle loro case mise subito bandiere tricolori, e segni di Italia unita”.
Un'altra descrizione dell'evento ce la fornisce sempre un cronista dell'epoca, il popolano Bortolo Scalvini detto Cocenèl (1831-1917) di Ponte Caffaro, che nel suo manoscritto “Storiche memorie intorno alla guerra del 1866. Dei combattimenti dei Garibaldini per il Tirolo” narra che all'avanzata dei bersaglieri del maggiore Castellini “tanti tirolesi di Lodrone e Darzo si nascosero temendo forse di essere uccisi e maltrattati, però fra questi timorosi di Lodrone c'erano 4 o 5 che si fecero coraggio e si fecero incontro a riceverli con belle maniere, tra questi c'era il reverendo curato di Lodrone, il maestro Zaninelli con suo fratello Venerio e il Pietro Poli eccetera, invitandoli ad entrare in paese senza paura”.
Un'ultima spiegazione di quella indimenticabile mattina l'apprendiamo dal corrispondente di guerra del quotidiano “Il Sole” di Milano (ancor oggi stampato con il nome di “Il Sole 24 Ore”): “La prima volta che sono entrato nel Trentino, fu dopo il primo fatto del Caffaro: mi trovava a Darzo col povero Castellini, ed egli andava interrogando dei buoni paesani, larghi d'informazioni e di buona volontà: “Vede, signore, diceva uno di loro, qua da noi non è questione di simpatia per loro o per gli austriaci, ma bensì di polenta. La guerra devasta i campi, e il contadino teme sempre vedersi l'inverno dattorno la sua famiglia domandargli da mangiare, ed egli non averne”.

## Le perdite

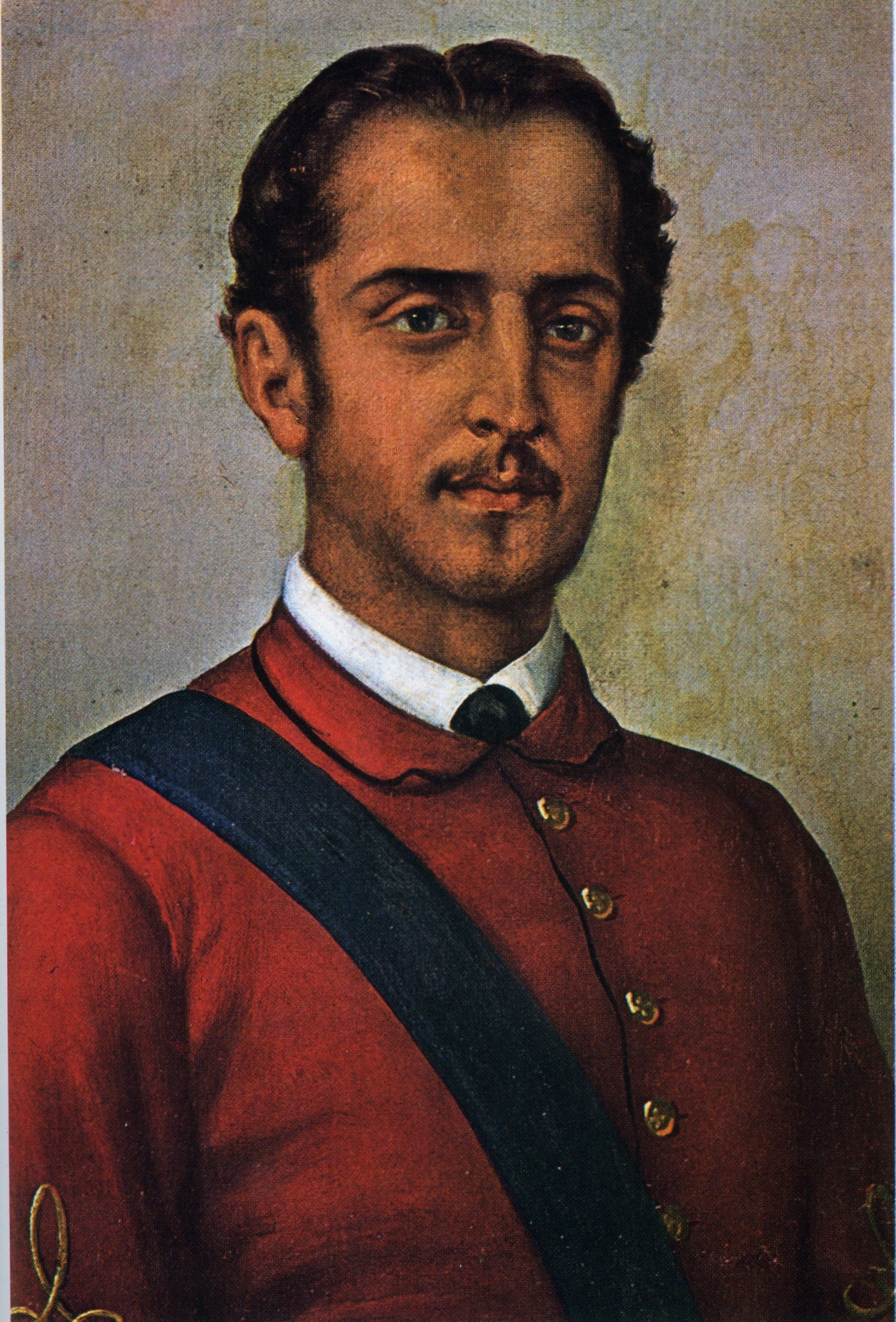
Il volontario Eugenio Popovich valoroso nel contrattacco fino al capitello di Darzo

Gli austriaci ebbero 10 morti, 8 feriti, 10 dispersi e 1 ufficiale prigioniero mentre gli italiani accusarono solo sei feriti, quattro dei bersaglieri volontari e due dei fucilieri o “rossi”.

## Conclusione
Vinta dagli italiani, la battaglia non portò a nessun successo militare evidente in quanto le posizioni occupate dai garibaldini, Storo e parte della Valvestino, dovettero essere abbandonate il giorno successivo per coprire la zona di Desenzano e del lago di Garda minacciate dall'avanzata degli austriaci vittoriosi nella Battaglia di Custoza.